# Ковриго, Вячеслав Павлович
Вячесла́в Па́влович Коври́го (6 мая 1928, станция Таловая, Центрально-Чернозёмная область, РСФСР — 19 апреля 2017, Ижевск, Российская Федерация) — советский и российский агроном, ректор Ижевского сельскохозяйственного института (ИжСХИ, ИСХИ) (1964—1988). Президент Академии наук Удмуртской Республики (2003—2011).

## Биография
В 1951 году с отличием окончил Московскую сельскохозяйственную академию имени К. А. Тимирязева по специальности «Почвоведение и агрохимия», квалификация — учёный агроном. Научный руководитель — С. П. Ярков. С 1952 по 1955 год обучался в аспирантуре при кафедре «Почвоведение» МСХА, в 1955 году защитил кандидатскую диссертацию по теме: «Северные чернозёмы Московской области», кандидат сельскохозяйственных наук.
С 1955 года, после успешного окончания аспирантуры, — в Ижевском сельскохозяйственном институте (ИжСХИ, ИСХИ):
- 1955—1957 — ассистент,
- 1957 — присвоено учёное звание доцента,
- 1957—1964 — заведующий кафедрой агрохимии и почвоведения,
- 1962—1964 — одновременно декан агрономического факультета.

В 1964—1988 годах — ректор ИжСХИ.
В 1983 году присвоено учёное звание профессора, в том же году присвоено учёная степень доктора сельскохозяйственных наук.
С 1980 по 1990 год — заведующий кафедрой агрохимии и почвоведения, с 1990 года — профессор кафедры агрохимии и почвоведения, а также основатель и научный руководитель Проблемной научно-исследовательской лаборатории магнетизма почв. С 1998 г. Ковриго В. П. являлся председателем Общественной палаты, созданной решением 1 Конгресса общественных объединений при Государственном совете У.Р., в 1999 г. Ковриго В. П. и его первый заместитель Кудрин А. С. при участии председателя Правительства Удмуртской Республики Ганзы Н. А. провели 2 Конгресс общественности Удмуртской Республики, выступив с докладами о развитии гражданского общества в регионе и необходимости реализации мер по развитию общественного сектора.
Автор более 160 научных работ, в том числе с соавторами, академик Академии наук Удмуртской Республики, Международной славянской академии наук, образования, искусств и культуры и других.
За заслуги в развитии сельского хозяйства России награждён многими знаками отличия.
Увлекался оперной и симфонической музыкой; кроме того, он любил петь, особенно романсы, а также итальянские и русские народные песни.

## Награды и звания
- Медаль «В ознаменование 100-летия со дня рождения Владимира Ильича Ленина»;
- Медаль «Ветеран труда»;
- Медаль «50 лет Победы в Великой Отечественной войне 1941—1945 гг.»;
- Медаль «60 лет Победы в Великой Отечественной войне 1941—1945 гг.»;
- «Заслуженный деятель науки Удмуртской Республики» (1987);
- «Отличник социалистического сельского хозяйства СССР»;
- «Заслуженный работник высшей школы Российской Федерации» (1999);
- Знак «Победитель социалистического соревнования СССР 1973 года»;
- Знак «Ударник IX пятилетки СССР»;
- Знак «Ударник XI пятилетки СССР»;
- Знак «За активную работу в студенческих отрядах»;
- Знак «Отличник гражданской обороны СССР»;
- Почётные грамоты, в том числе двумя Почётными грамотами Президиума Верховного Совета Удмуртской АССР.

Дважды получал звание «Лауреат премии НТО Удмуртии», а также звание «Лауреат Всероссийского выставочного центра». По решению Российской академии наук являлся лауреатом «Государственной стипендии для выдающихся учёных России».

## Семья
Был женат, имел двоих детей, внука и двух внучек.